# Ludovic Henry
Pour les articles homonymes, voir Henry.
Ludovic Henry, né le 4 octobre 1968 au Mesnil-Saint-Denis, est un cavalier français de dressage.
Il est sélectionné pour participer aux Jeux olympiques d'été de 2016.